# Centrum för marxistiska samhällsstudier
Centrum för marxistiska samhällsstudier (CMS) är en partipolitiskt oberoende stiftelse som grundades på initiativ av Vänsterpartiet 1977. Verksamheten leds av en central styrelse samt självständigt verkande lokala medlemsföreningar. Idag har den en rad olika lokalavdelningar runtom i Sverige. CMS gav tidigare ut tidskriften Socialistisk Debatt.
Jenny Lindahl är tidigare stiftelseordförande. Tjänsteperson är Hanna Cederin.

## Ändamål
CMS uttalade ändamål är att främja forskning, utredningsarbete och studier vad gäller samhällenas historiska utveckling, samtida förhållanden och framtida utvecklingstendenser. Stiftelsen har till uppgift att företrädesvis stödja sådan forsknings-, utrednings- och studieverksamhet som grundar sig på marxistisk vetenskapssyn och idétradition.

## Verksamhet
CMS har medlemsföreningar i Göteborg, Stockholm, Umeå, Malmö, Norrköping och Uppsala. Stiftelsen arrangerar Marxkonferensen som är tänk att vara en mötesplats för människor som inspireras av Marx. År 2013 hade Marxkonferensen över 2000 deltagare. Marxkonferensen har arrangerats 2013, 2016, 2019 och 2022 med olika teman. 

## Socialistisk debatt
CMS gav ut tidskriften Socialistisk Debatt. Tidskriften utkom sedan 1967. Socialistisk Debatt syftade till att vara ett forum för den marxistiskt inspirerade idédebatten i skärningspunkten mellan politik och vetenskap. I tidskriften hittade man bakgrundsartiklar, teoretiska resonemang, polemiska debattinlägg mm om de frågor och problem som rör vänsterns teori och praktik.